# Twins (Dark Polo Gang)
| Recensione           | Giudizio |
| -------------------- | -------- |
| Il Fatto Quotidiano  | negativo |
| Rockol               |          |
| Rolling Stone Italia |          |

Twins è il primo album in studio del gruppo musicale italiano Dark Polo Gang, pubblicato il 23 giugno 2017 dalla Triplosette Entertainment.

## Tracce
1. Caramelle (feat. Marïna/Peachwalnut) – 2:28
2. Sexy Gang – 2:37
3. Marilyn Manson – 2:28
4. Cono gelato (feat. Pyrex) – 3:50
5. Tic Tac (feat. Side Baby) – 2:23
6. Magazine – 2:26
7. El Machico (feat. Gué) – 2:51
8. Cobain – 1:55
9. Spezzacuori – 2:14
10. Side e Wayne (feat. Side Baby) – 2:28
11. Ti amo – 2:29
12. Flex (feat. Pyrex) – 2:57
13. Diabolika (feat. Side Baby) – 2:50
14. Sku Sku (feat. Pyrex) – 2:39
15. Hypebeast (feat. Kaydy Cain) – 3:12

## Formazione
Gruppo
- Tony Effe – voce
- Wayne Santana – voce
- Pyrex – voce aggiuntiva (tracce 4, 12 e 14)
- Side Baby – voce aggiuntiva (tracce 5, 10 e 13)

Altri musicisti
- Marïna/Peachwalnut – voce aggiuntiva (traccia 1)
- Gué – voce aggiuntiva (traccia 7)
- Kaydy Cain – voce aggiuntiva (traccia 15)

Produzione
- Sick Luke – produzione, missaggio, mastering

## Classifiche
| Classifica (2017) | Posizione massima |
| ----------------- | ----------------- |
| Italia            | 1                 |